# Steve Hurley
Steve Hurley (Künstlernamen J. M. Silk und Steve „Silk“ Hurley; * 9. November 1962 in Chicago, Illinois) ist ein Pionier sowohl als House-Produzent als auch als Club-DJ.

## Karriere
Hurley wurde als DJ bekannt durch die Saturday Night Live Ain’t No Jive Dance Party auf WBMX in Chicago Mitte der 1980er Jahre. Hurleys Mixstil ist anders als der anderer Radio- oder Nachtclub-DJs, die House spielen, weil seine Art von Clubmixes auch fortgeschrittene DJ-Tricks beinhaltet, die sonst nur von Hip-Hop- oder Battle-DJs ausgeübt werden wie Scratchen, Cutting, Backspinning und Beatjuggling. Er veröffentlichte Stücke unter dem Bühnennamen Steve „Silk“ Hurley und hatte gemeinsam mit dem Sänger Keith Nunnally viele Hits in den amerikanischen Dance/Club-Charts als „J. M. Silk“ (abgekürzt für Jack Master Silk), darunter I Can’t Turn Around, das 1986 Platz 1 erreichte.
Ab 1987 veröffentlichte er solo als Steve „Silk“ Hurley und hatte mit Jack Your Body einen weltweiten Hit, der in den britischen Single-Charts zwei Wochen lang Platz eins belegte, trotz Hurleys Weigerung, dafür Werbung zu machen. Dies war das erste Housestück, das in Großbritannien die Charts anführte. Es bahnte den Weg für den Acid-House-Sound, der dort während der späten 1980er Jahre populär war. Zudem brach das Stück die Chartregeln, da die Maxisingle das bis dahin gültige Zeitlimit von 25 Minuten überstieg. In Europa blieb es sein einziger Solohit, in den USA folgten noch weitere Soloveröffentlichungen, z. B. der Nummer-drei-Dance-Hit Work It Out im Jahr 1989.
Hurley arbeitete ebenfalls als prominenter Remixer und mischte Stücke z. B. für Madonna (Take a Bow), Jennifer Lopez (Ain’t It Funny), Brandy (What About Us), Prince (Gett Off) oder Black Box (Fantasy, I Don’t Know Anybody Else) neu ab.
Zusätzlich zu seiner Tätigkeit als Remixer arbeitete Steve „Silk“ Hurley auch als Plattenproduzent, insbesondere im Bereich Dance/Pop Crossover, so z. B. für CeCe Penistons We Got a Love Thang (US Platz 20).
Anfang 1998 hatte Hurley zusammen mit der Sängerin Sharon Pass als Steve „Silk“ Hurley & the Voices of Life nochmals einen kleineren Charthit mit dem Song The Word Is Love.
Hurley wurde 1998 und 1999 für den Grammy als bester Remixer des Jahres nominiert.

## Diskografie
J. M. Silk
- Music Is the Key (1985)
- Shadows of Your Love (1986)
- I Can’t Turn Around (1986)
- Let the Music Take Control (1987)
- Cry of the Lonely (1987)
- Hold on to your Dream (Album) (1987)

Steve „Silk“ Hurley
- Jack Your Body (1986)
- Work It Out (1989)
- Cold World (1989)

mit Voices of Life
- The Word Is Love (Say the Word) (1997)